# HMS Invincible (R05)
HMS Invincible (R05) foi um porta-aviões, líder da Classe Invincible, da Marinha da Inglaterra. Foi comissionado na Royal Navy em 11 de julho de 1980. Participou da Guerra das Malvinas. Foi desativado em 3 de agosto de 2005.
Permaneceu em reserva até o ano de 2010.
O navio foi oficialmente desmontado em 2011.